# Centrale Bergum
De Centrale Bergum, of ook wel Centrale Burgum, is een elektriciteitscentrale in Nederland, in bedrijf genomen in 1973. De centrale staat in Bergum (Burgum) in de provincie Friesland. De op aardgas gestookte centrale heeft twee combi-eenheden met ieder een vermogen van 332 megawatt (MW). Engie Energie Nederland, het vroegere Electrabel, is de eigenaar van de centrale. De oorspronkelijke eigenaar was het PEB Friesland, later fuseerde PEB Friesland met drie andere energieproductiebedrijven tot EPON. In 2001 heeft Engie Nederland EPON overgenomen. De centrale betrekt het nodige koelwater uit het naastgelegen Bergumermeer.
De centrale is een piekcentrale en wordt opgestart ten tijde van piekvraag aan elektriciteit. Hierbij worden alleen de vier gasturbines gebruikt. De gasturbines hebben elk een vermogen van 38 MW. De centrale is sinds 2012 ook een black-start-eenheid voor Noord-Nederland. 